# Autrac
Autrac é uma comuna francesa na região administrativa de Auvérnia-Ródano-Alpes, no departamento de Alto Loire. Estende-se por uma área de 9 km². Em 2010 a comuna tinha 62 habitantes (densidade: 6,9 hab./km²).